# Une chanson pour ma mère
Une chanson pour ma mère è un film commedia del 2013 diretto da Joël Franka.

## Trama
Un gruppo di fratelli cerca di realizzare l'ultimo desiderio della madre morente; l'incontro con il suo idolo, il cantante Dave. Il tempo che trascorreranno assieme gli consentirà di conoscersi e affrontare le loro incomprensioni.

## Riconoscimenti
- 2014 - Premio Magritte
  - Migliore opera prima
  - Candidatura a migliore attore non protagonista a Renaud Rutten